# Мусульбас Іван Андрійович
Іван Андрійович Мусульбас (12 листопада 1895, село Манівці Старокостянтинівського повіту Волинської губернії, тепер Красилівського району Хмельницької області — розстріляний 10 березня 1937, місто Харків) — український радянський державний та партійний діяч. Кандидат в члени ЦК КП(б)У в листопаді 1927 — квітні 1929 р. Член ЦК КП(б)У в квітні 1929 — травні 1937 р. Кандидат в члени Організаційного бюро ЦК КП(б)У в квітні 1929 — червні 1930 р. Член ВУЦВК.

## Біографія
Народився в родині селянина-середняка. У вересні 1902 — травні 1905 р. — учень церковноприходської школи в селі Манівцях. У травні 1905 — листопаді 1910 р. — наймит у поміщиків та заможних селян села Манівці. У листопаді 1910 — серпні 1911 р. — посильний волосного правління у містечку Кульчини Старокостянтинівського повіту. У серпні 1911 — червні 1913 р. — учень Старокостянтинівського двокласного міського училища. У червні 1913 — жовтні 1915 р. — робітник на мийці цукрового заводу Потоцького у селі Манівцях.
У жовтні 1915 — березні 1917 р. — рядовий запасного піхотного полку російської царської армії в Кременчуці і Полтаві. У березні — липні 1917 р. — юнкер 2-ї Київської школи прапорщиків. У липні — вересні 1917 р. — командир взводу, прапорщик 3-го Кавказького стрілецького полку російської армії на Північному фронті. У вересні 1917 — квітні 1918 р. — селянин в господарстві батька в Манівцях.
У квітні 1918 — квітні 1919 р. — член Української комуністичної партії (боротьбистів) в Житомирі. У квітні — грудні 1918 р. — роз'їзний організатор партії боротьбистів в Старокостянтинові і Житомирі. У грудні 1918 — березні 1919 р. — член підпільного Волинського губернського революційного комітету в Житомирі. У березні — жовтні 1919 р. — завідувач Волинського губернського земельного відділу в Житомирі та в Овручі.
Член РКП(б) з травня 1919 року.
У жовтні 1919 — лютому 1920 р. — помічник військового комісара 539-го піхотного полку РСЧА Південного фронту.
У лютому — квітні 1920 р. — завідувач організаційного відділу Волинського (Житомирського) губернського комітету КП(б)У. У квітні 1920 — 1920 р. — завідувач відділу з роботи на селі Харківського губернського комітету КП(б)У.
У 1920—1921 р. — відповідальний секретар Харківського губернського комітету КП(б)У. У березні — червні 1921 р. — завідувач організаційного відділу Харківського губернського комітету КП(б)У.
У червні 1921 — січні 1923 р. — відповідальний секретар Волинського (Житомирського) губернського комітету КП(б)У.
У січні — жовтні 1923 р. — слухач курсів марксизму при ЦК КП(б)У в Харкові. У жовтні 1923 — листопаді 1925 р. — завідувач культурного відділу, завідувач організаційного відділу Української ради професійних спілок. У листопаді 1925 — жовтні 1927 р. — член правління Українського сільськогосподарського банку.
У жовтні 1927 — жовтні 1929 р. — відповідальний інструктор і завідувач відділу з роботи на селі ЦК КП(б)У.
У жовтні 1929 — серпні 1930 р. — відповідальний секретар Одеського окружного комітету КП(б)У.
У вересні 1930 — червні 1932 р. — голова Укрколгоспцентру в місті Харкові.
Одночасно, 13 березня — 4 вересня 1932 року — 1-й заступник народного комісара землеробства Української РСР.
У липні 1932 — травні 1934 р. — 2-й секретар Київського обласного комітету КП(б)У. У травні 1934 — лютому 1936 р. — 2-й секретар Харківського обласного комітету КП(б)У.
4 березня — вересень 1936 р. — 1-й секретар Пензенського міського комітету ВКП(б) Середньо-Волзького краю РРФСР.
15 вересня (за іншими даними — 16 жовтня) 1936 року заарештований. 10 березня 1937 року розстріляний у Харкові.